# クロスロード作戦

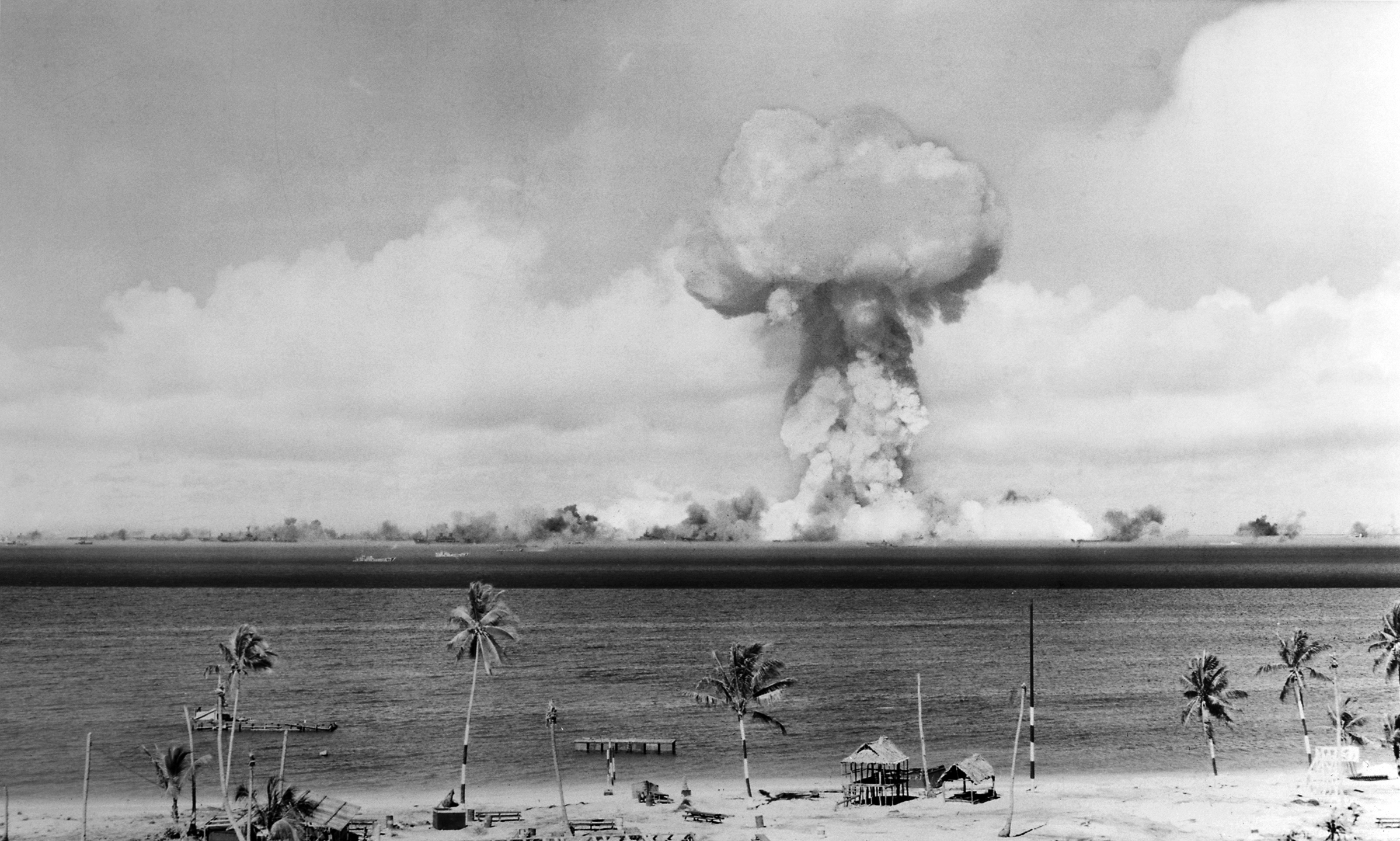
1946年7月1日
エイブル（Able）

1946年7月25日
ベーカー（Baker）

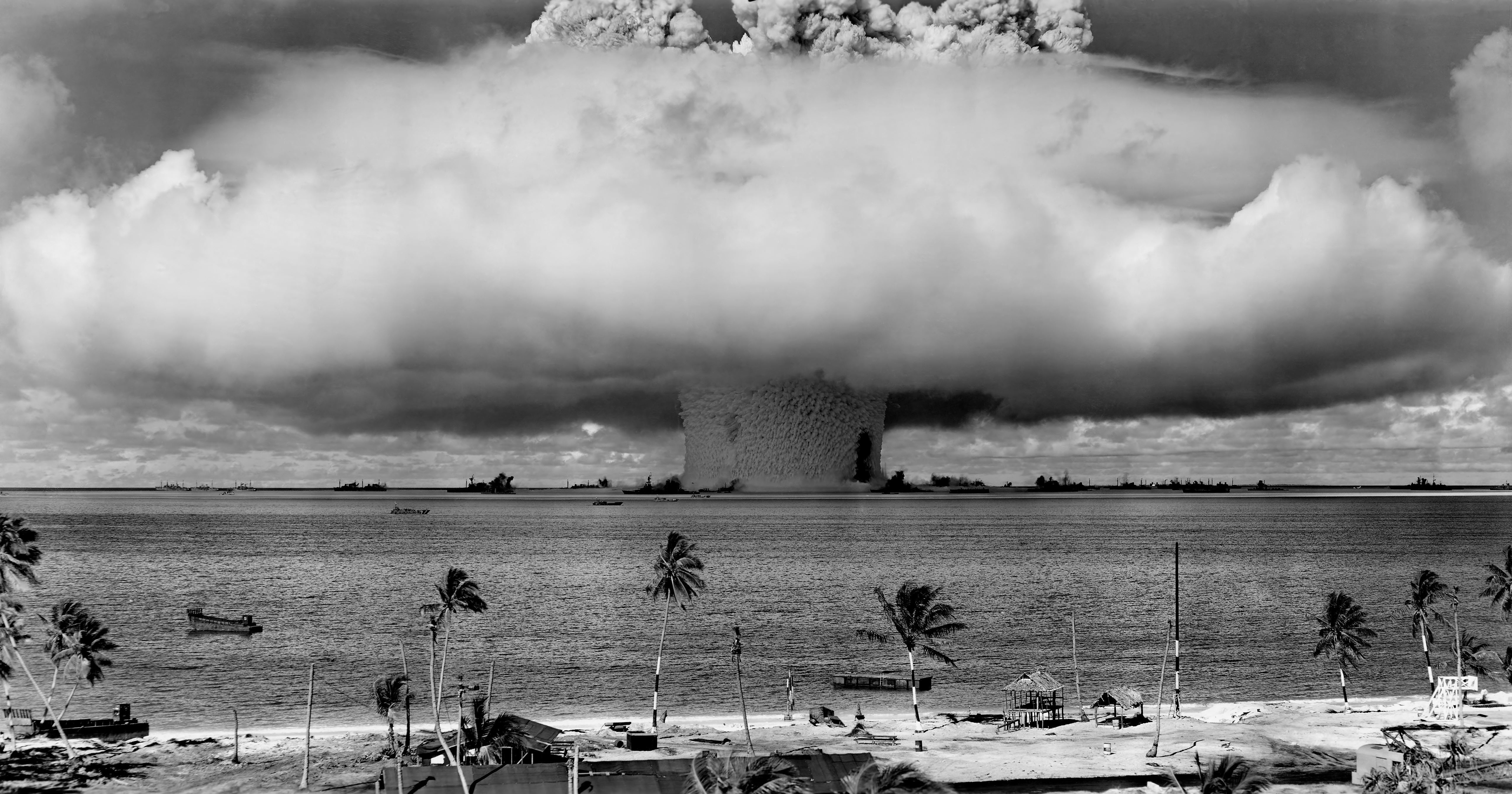
ベーカー実験での最も有名な写真。水柱右下の黒いものは戦艦アーカンソーの船底に当たった衝撃波により煙突より噴出した煤である。

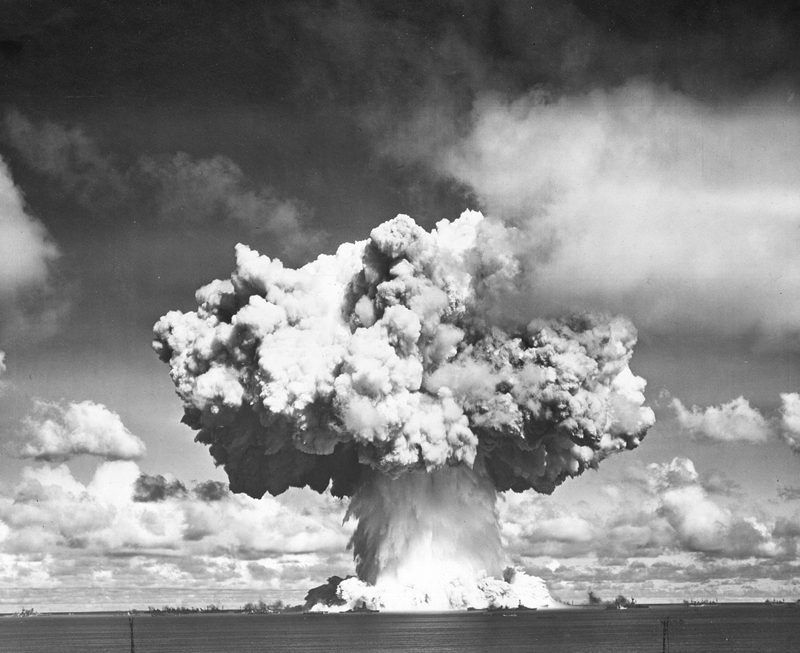
ベーカー実験で霧が晴れた後に現れた瀑布。この実験で200万トンの水が飛散した。

クロスロード作戦（クロスロードさくせん、Operation Crossroads）は、1946年夏にアメリカ合衆国がビキニ環礁で行った一連の核実験を言う。21キロトン級原子爆弾を用い、エイブル実験（Able）とベーカー実験（Baker）の2回の爆発実験が行われた。
水着のビキニの名称は、この作戦のうちのエイブル実験がその由来となっている（ビキニ (水着)#名称の由来参照）。
1946年7月1日のエイブル実験では、核爆弾を高度158m、7月25日のベーカー実験では水深27mの海中で爆発させている。3番目としてチャーリー実験（Charlie）が予定されていたが、ベーカー実験において生じた放射能が予想よりも激しかったため中止された。クロスロード作戦は1945年7月のトリニティ実験、8月の広島、長崎に続く史上4番目と5番目の核爆発である。またマーシャル諸島で行われた、および事前に実施通告がなされた最初の核実験であった。なお本作戦の後には、1948年にサンドストーン作戦が実施されている。

## 作戦の詳細
一連の実験の目的は艦船、機器、各種物質に対する核兵器の威力を検証することであり、約70隻の艦艇が標的としてビキニ諸島に集められた。この艦隊はアメリカ海軍の老朽艦やドイツ海軍や日本海軍から接収した艦、アメリカ海軍の余剰な巡洋艦・駆逐艦・潜水艦・補助艦などから構成されていた。接収艦としては日本海軍からの戦艦長門、ドイツ海軍からの重巡プリンツ・オイゲンなどが含まれている。核爆発現象を研究するための技術的な実験も行われ、生きている実験用動物（200匹の豚、60匹のモルモット、204匹のヤギ、5000匹のラット、200匹のマウスなど）が用意された。
この実験のために、第一統合任務部隊（Joint Task Force 1、旗艦：マウント・マッキンリー。）が編成され、隊員の宿舎や実験施設として空母シャングリラなどの150隻以上の実験支援艦艇が利用され、人員は42,000人（このうち37,000以上は海軍の人員）からなっていた。この他の人員はエニウェトクやクェゼリンなどの近くの環礁に滞在し、ビキニ環礁はもっぱらリクリエーション用途や計測所として用いられた。
元の住人170人は無人島のロンゲリック環礁に移住させられた。
最初の実験の前に、全ての人員はビキニ環礁と標的艦隊から退避した。彼らは実験支援艦隊に乗り、ビキニ環礁から東に少なくとも18.5km以上離れた安全地帯で待機した。
エイブル実験ではB-29スーパーフォートレス「Dave's Dream」（旧称：第509混成部隊所属「ビッグ・スティンク」）から投下され、標的の艦船群の上空158mで炸裂した。一方ベイカー実験では艦船群の中心に停泊した中型揚陸艦LSM-60から吊り下げられ、水深27mの海中で爆発した。
なお、エイブル（Able）、ベイカー（Baker）、チャーリー（Charlie）は、米軍が使っていたen:Joint Army/Navy Phonetic Alphabet（通話表の一つ）によるA、B、Cを示している。

### エイブル（Able）実験
投下された核爆弾の位置が標的とされていた戦艦ネバダからおよそ西に630m、北に122mずれてしまったことを除き、テストは順調に行われた。投下位置のずれについて、アメリカ政府はB-29の搭乗員に対して調査を実施している。その結果、これは爆弾自身が風に流されてしまったもので、搭乗員に何ら落ち度はないと結論づけられた。
核爆発によって生じた放射線は一時的なもので、沈没せずに残ったほぼ全ての艦は再び安全に乗艦することができ、来たるベーカーのテスト遂行に必要な残存艦艇の検査・再係留などは事前のスケジュール通りに進んだ。なお、この実験の結果として、後で挙げる5隻の艦艇が沈没している。

### ベーカー（Baker）実験
爆発時にドーム状の霧が発生したが、これはウィルソン・クラウドと呼ばれ衝撃波に伴う膨張波により、空気中の水分が凝結したものである。

エイブルのテスト後に残存標艦船群に再び乗艦していた乗組員たちは、ベーカーテスト実施前に環礁東方にある実験支援艦隊へと退避した。この実験により8隻の艦艇（後述）が沈没し、残った艦艇もエイブルと比較して大きな損傷を受けた。ベーカーにより多くの残存艦艇が放射能を帯びた水とサンゴ礁由来の放射性降下物を浴び、12隻の錨を下ろして係留されていた艦とビキニ島に乗り上げていた上陸艇を除き激しく放射性物質に汚染されていたので、数週間経過するまでは乗艦しての各種作業ができなかった。

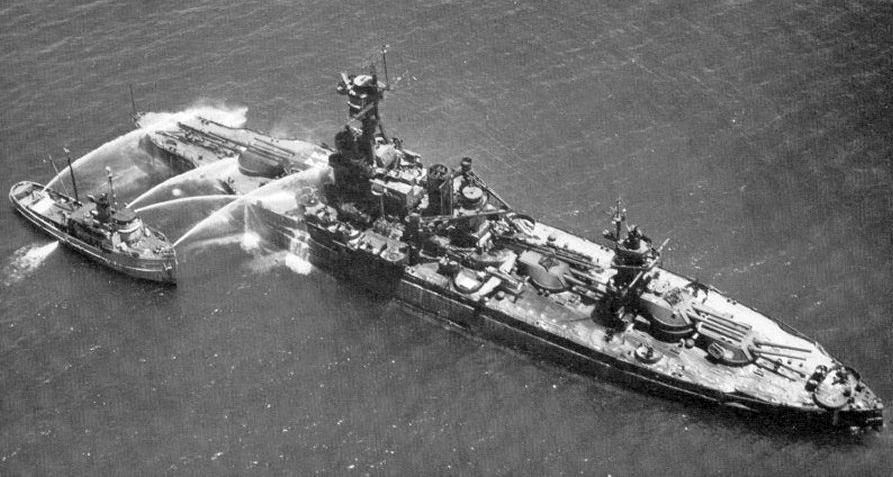
放射性物質で汚染されたため、海軍の消防船により洗浄される戦艦ニューヨーク。

### チャーリー（Charlie）実験
チャーリー実験では水中深くでの爆発が予定されていた。対潜爆雷として用いた際の核兵器の効力を検証する意図があったが、ベーカーのテストによる放射能汚染問題が深刻であったため中止された。これと同内容の実験がのちにウィグワム作戦（Operation Wigwam）として1955年5月14日にカリフォルニア州のサンディエゴ沖で実施されている。
実験に使用される予定だった原子爆弾の核分裂性コア（デーモン・コア）は1946年5月21日に作業ミスで事故の起こしている。

### 放射性物質による影響

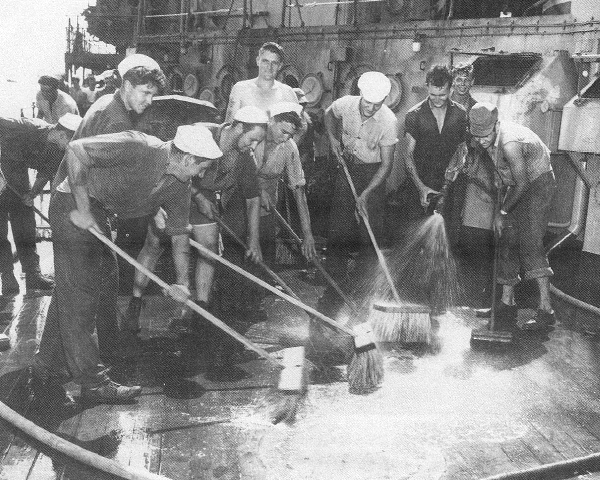
放射性物質で汚染されたドイツの巡洋艦プリンツ・オイゲンを洗浄する水兵たち。

ベーカーのテストの後、汚染の激しい大部分の艦艇に対して検査を実施できなかったことはテストの成否を左右するため、標的艦隊の除染作業が8月1日から実施された。この作業は放射線検知器を装備した標的艦隊の乗組員を使い、艦船の外面を洗浄させるものであった。初めは標的艦に乗艦できる時間が数分しかとれなかったので、除染作業はなかなかはかどらなかった。時が経過するにつれ、実験支援艦隊自身が軽度の放射能を帯びた海水によって汚染されるようになってしまった。
そこで、ビキニ環礁での作業を中止して汚染されていない水のもとで作業ができるクェゼリン環礁へ残存標的艦を移動させるという決断が8月10日までになされ、この移動は9月までに終了した。クェゼリンでの主な任務は標的艦に搭載されていた弾薬を抜き取ることであった。このクェゼリンでの作業は1946年秋まで続き、職員は1947年に入っても乗艦しての仕事を続けていた。
12隻の主要艦艇と2隻の潜水艦が放射能の検査のためアメリカとハワイに曳航された。12隻の標的艦の汚染は大変軽微であったので、再び乗組員が乗艦し、アメリカまで航行することができた。残りの標的艦は1946年から1948年の間にビキニ環礁、クェゼリン環礁、ハワイ諸島近海のいずれかで撃沈処分とされた。
実験支援艦隊の除染はできる限り速やかに行われ、もとの艦隊に合流する前に放射能が存在しないことが確認された。
本作戦は全て放射能レベル監視下で実施され、参加人員の放射線被曝量は0.1レントゲン/日以下に抑えられた。実験当時、0.1レントゲン/日は健康に影響を及ぼすことのなく、長期にわたる被曝に耐えられる量であると考えられていたからである。
実験中は放射線検知器を装備した専門の隊員がガイドの役割を務め、放射能の危険区域に他の人員を近づかせないようにした。また、各員が装着する被曝量測定用のフィルムバッジが0.1レントゲン/日を超える値を示した者は1日または数日の間安全な場所に退避させ、作業を休ませる等の対策をとった。
主に被曝リスクの高い場所で作業する者を中心として、JTF1の人員のおよそ15パーセントが計18,875枚発行されたフィルムバッジを最低1枚以上受け取ったが、放射線被曝のおそれのない島や艦にいた約6,600人の中で支給された者の割合は少なかった。ちなみに、本実験を通して記録された最大放射線蓄積量は放射線監視モニターが示した3.72レントゲンであった。

## 本作戦の標的艦
航空母艦 Carriers 

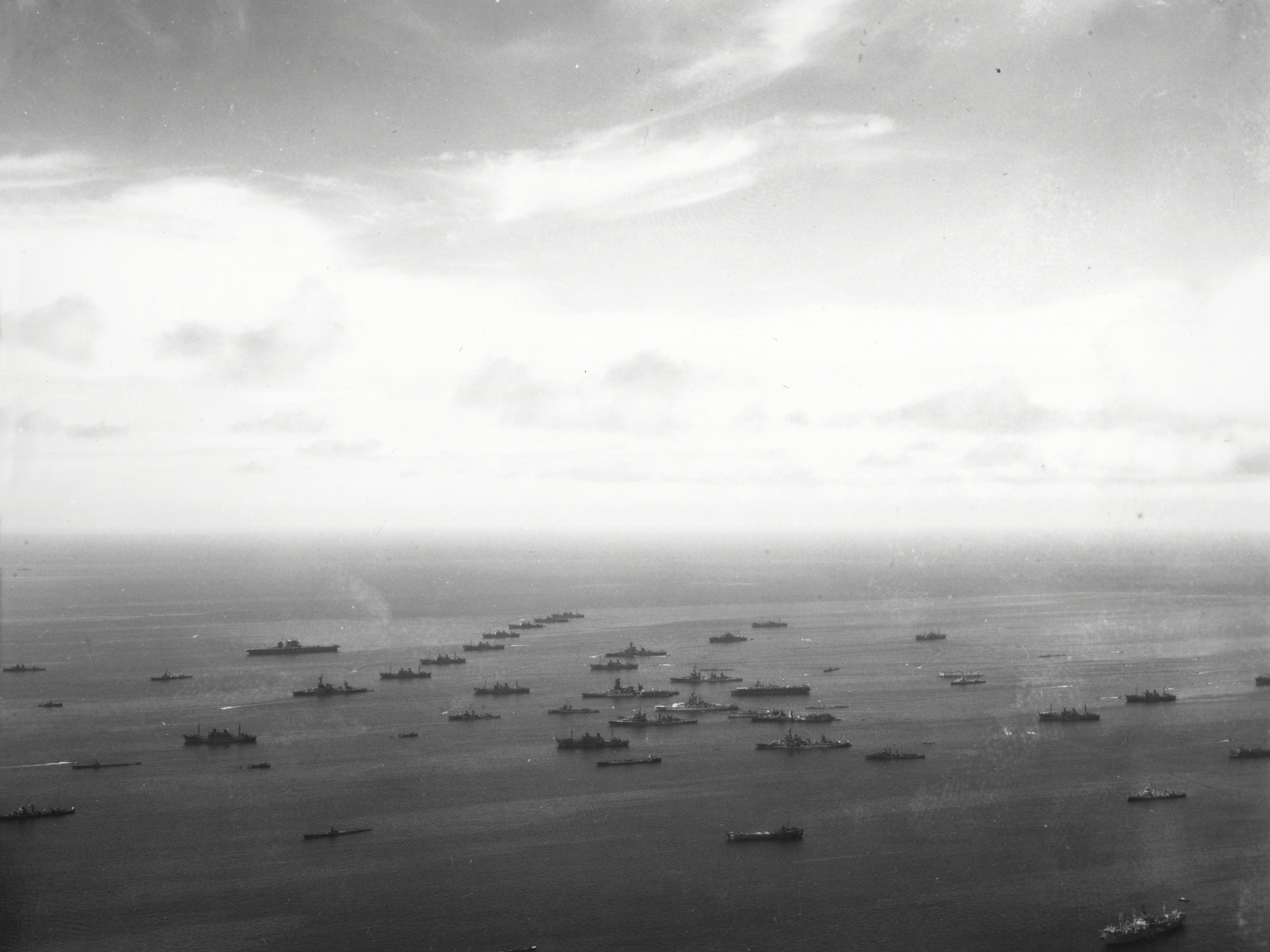
エイブル実験前の標的艦たち。

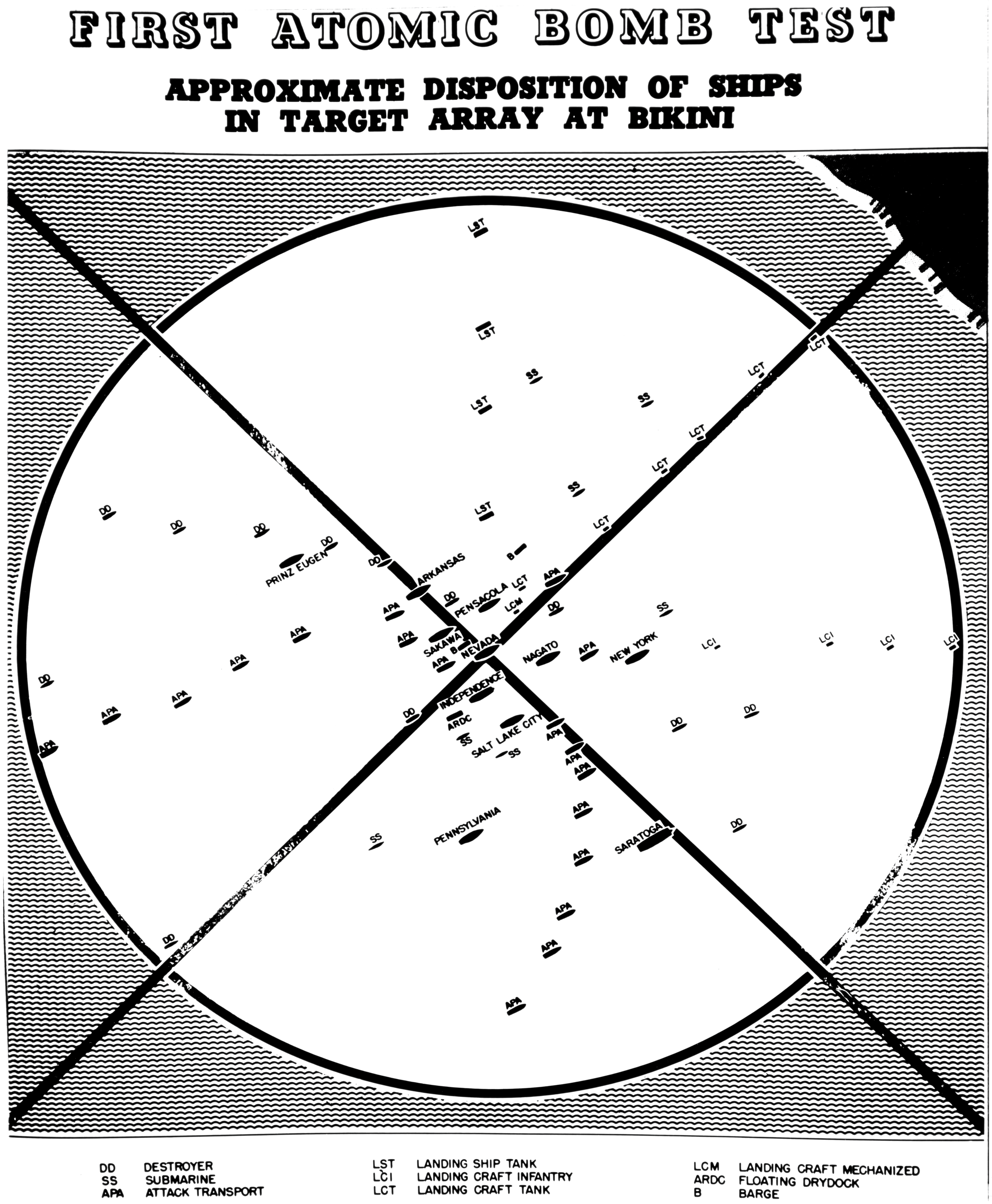
エイブル実験時の標的艦の配置を示した図。

- USS インディペンデンス (CVL-22) sunk as target off San Francisco, CA, 27 January 1951.
- USS サラトガ (CV-3) sunk by Test Baker at Bikini, 25 July 1946.

戦艦 Battleships 
- USS アーカンソー (BB-33) sunk by Test Baker at Bikini, 25 July 1946.
- IJN 長門 (Japanese Battleship) sunk by Test Baker at Bikini, 29 July 1946.
- USS ネヴァダ (BB-36) sunk as target off Pearl Harbor, HI, 31 July 1948.
- USS ニューヨーク (BB-34) sunk as target off Pearl Harbor, HI, 8 July 1948.
- USS ペンシルヴァニア (BB-38) scuttled off Kwajalein, Marshall Islands, 10 February 1948.

巡洋艦 Cruisers 
- USS ペンサコーラ (CA-24) scuttled off the Washington Coast, 10 November 1948.
- USS プリンツ・ユージン（KMS プリンツ・オイゲン ）(IX-300) stranded and sank at Kwajalein, 22 December 1946
- IJN   酒匂 (captured Japanese light cruiser) sunk by Test Able at Bikini, 2 July 1946.
- USS ソルトレークシティ (CA-25) sunk as target off San Clemente, California, 25 May 1948.

駆逐艦 Destroyers 
- USS アンダーソン (DD-411) sunk by Test Able at Bikini, 1 July 1946.
- USS カニンガム (DD-371) scuttled off California, July 1948.
- USS ヒューズ (DD-410) sunk as target off Washington, 16 October 1948.
- USS ラムソン (DD-367) sunk by Test Able at Bikini, 1 July 1946.
- USS メイラント (DD-402) sunk off Kwajalein, 4 April 1948.
- USS マスティン (DD-413) sunk off Kwajalein, 18 March 1948.
- USS ラルフ・タルボット (DD-390) scuttled off Kwajalein, March 1948.
- USS リーンド (DD-404) scuttled off Kwajalein, 22 March 1948.
- USS スタック (DD-406) sunk as target off Kwajalein, 24 April 1948.
- USS トリップ (DD-403) sunk as target off Kwajalein, 3 February 1948.
- USS ウェインライト (DD-419) sunk as target off Kwajalein, 5 July 1948.
- USS ウィルソン (DD-408) scuttled off Kwajalein, 8 March 1948.

潜水艦 Submarines 
- USS アポゴン (SS-308) sunk by Test Baker at Bikini, 25 July 1946.
- USS デンテューダ (SS-335) sent to West Coast, sold for scrap, 20 January 1969.
- USS パーチー (SS-384) sent to West Coast, sold for scrap, July 1970.
- USS パイロットフィッシュ (SS-386) sunk by Test Baker at Bikini, 25 July 1946.
- USS シーレイヴン (SS-196) sunk as target off California, 11 September 1948.
- USS スケート (SS-305) scuttled off California, 5 October 1948.
- USS スキップジャック (SS-184) sunk as target off California, 11 August 1948.
- USS ツナ (SS-203) scuttled off California, 24 September 1948.

上陸用輸送船  Attack Transports　
- USS Banner (APA-60) scuttled off Kwajalein, 16 February 1948.
- USS Barrow (APA-61) scuttled off Kwajalein, 11 May 1948.
- USS Bladen (APA-63) sent to East Coast, transferred to U.S. Maritime Commission, 3 August 1953.
- USS ブラッケン (APA-64) scuttled off Kwajalein, 10 March 1948.
- USS Briscoe (APA-65) scuttled off Marshall Islands, 6 May 1948.
- USS Brule (APA-66) scuttled off Kwajalein, 11 May 1948.
- USS Butte (APA-68) scuttled off Kwajalein, 12 May 1948.
- USS Carlisle (APA-69) sunk by Test Able at Bikini, 1 July 1946.
- USS Carteret (APA-70) sunk by gunfire in the Pacific, 19 March 1948.
- USS Catron (APA-71) sunk by gunfire in the Pacific, 6 May 1948.
- USS Cortland (APA-75) sent to East Coast, Transferred to U.S. Maritime Commission, 31 March 1948.
- USS Crittenden (APA-77) scuttled off California, 5 October 1948.
- USS Dawson (APA-79) scuttled off Kwajalein, 19 March 1948.
- USS Fallon (APA-81) scuttled off Kwajalein, 10 March 1948.
- USS Fillmore (APA-83) sent to East Coast, transferred to U.S. Maritime Commission, 1 April 1948.
- USS Gasconade (APA-85) sunk by torpedoes off California, 21 July 1948.
- USS Geneva (APA-86) sent to East Coast, sold for scrap, 2 November 1966.
- USS ギリアム sunk by Test Able at Bikini, 1 July 1948.
- USS Niagara (APA-87) sent to East Coast, sold for scrap, 5 February 1950.

上陸用艦艇  LSTs (Landing Ship, Tank)　
- USS LST-52 sunk in Pacific, April 1948.
- USS LST-125 sunk off Bikini, 14 August 1946.
- USS LST-133 scuttled off Kwajalein, 11 May 1948.
- USS LST-220 scuttled off Kwajalein, 12 May 1948.
- USS LST-545 scuttled off Kwajalein, 12 May 1948.
- USS LST-661 scuttled off Kwajalein, 25 July 1948.

上陸用艦艇(中) LSMs (Landing Ship, Medium)　 
- LSM-60 completely destroyed by Test Baker at Bikini, 25 July 1946.

上陸用舟艇 LCTs (Landing Craft, Tank)　 
- LCT-412 scuttled off Kwajalein, September 1947.
- LCT-414 scuttled by Test Baker at Bikini, July 1946.
- LCT-705 scuttled off Kwajalein, September 1947.
- LCT-746 scuttled off Kwajalein, March 1947.
- LCT-812 scuttled by Test Baker at Bikini, July 1946.
- LCT-816 scuttled off Kwajalein, June 1947.
- LCT-818 scuttled off Kwajalein, September 1947.
- LCT-874 scuttled off Kwajalein, September 1947.
- LCT-1013 scuttled off Kwajalein, September 1947.
- LCT-1078 scuttled off Kwajalein, September 1947.
- LCT-1112 scuttled off Kwajalein, September 1947.
- LCT-1113 scuttled off Kwajalein, June 1947.
- LCT-1114 sunk by Test Baker at Bikini, 30 July 1946.
- LCT-1175 sunk by Test Baker at Bikini, 25 July 1946.
- LCT-1187 scuttled by Test Baker at Bikini, July 1946.
- LCT-1237 scuttled by Test Baker at Bikini, July 1946.

補助艦艇（油槽艇、修理浮きドック） Auxiliaries　 
- YO-160 sunk by Test Baker at Bikini, 25 July 1946.
- YOG-83 scuttled off Kwajalein, 16 September 1948.
- ARDC-13 sunk by Test Baker at Bikini, 6 August 1946.

歩兵揚陸用上陸用艦艇 LCIs (Landing Craft, Infantry)　 
- LCI-327 destroyed on Bascombe (Mek) Island, Kwajalein, 30 October 1947.
- LCI-329 scuttled off Kwajalein, 16 March 1948.
- LCI-332 scuttled off Kwajalein, September 1947.
- LCI-549 sold to private party in California, 19 August 1949.
- LCI-615 sold to private party in California, 19 August 1949.
- LCI-620 scuttled off Bikini Lagoon entrance, 10 August 1946.

機甲部隊上陸用艦艇 LCMs (Landing Craft, Mechanized)　 
- LCM-1 fate unknown.
- LCM-2 fate unknown.
- LCM-3 fate unknown.
- LCM-4 sunk by Test Baker at Bikini, 25 July 1946.
- LCM-5 fate unknown.
- LCM-6 sold for scrap in Guam, n.d.

兵員輸送上陸用舟艇  LCVPs (Landing Craft Vehicles, Personnel)　
- LCVP-7 fate unknown.
- LCVP-8 fate unknown.
- LCVP-9 fate unknown.
- LCVP-10 sunk by Test Baker at Bikini, 25 July 1946.
- LCVP-11 fate unknown.
- LCVP-12 fate unknown.

## 本作戦による沈没艦

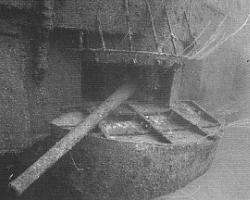
海底に横たわる戦艦アーカンソー

エイブル実験（1946年7月1日実施）
- 軽巡洋艦：酒匂（日本）7月2日沈没
- 駆逐艦：ラムソン（アメリカ）7月2日沈没
- 駆逐艦：アンダーソン（アメリカ）
- 兵員輸送艦：ギリアム（アメリカ）

観測装置を搭載していたが、ABLEに直撃され、貴重な観測データが失われた。
- 兵員輸送艦：カーライル（アメリカ）

ベーカー実験（1946年7月25日実施）
- 戦艦：長門（日本）7月29日沈没
- 戦艦：アーカンソー（アメリカ）
- 空母：サラトガ（アメリカ）
- 潜水艦：パイロットフィッシュ（アメリカ）
- 潜水艦：アポゴン（アメリカ）
- ARDC-13（アメリカ）
- LSM-60（アメリカ）
- YO-160（アメリカ）